# Westfield Horton Plaza
Horton Plaza es un centro comercial al aire libre de cinco niveles localizado en el centro de San Diego y conocido por sus colores extravagantes, trucos arquitectónicos y ritmos raros especiales. El centro comercial está en seis cuadras y medias del centro de San Diego y está contiguo al histórico Gaslamp Quarter. Actualmente sus tiendas anclas son Macy's y Nordstrom.

## Historia
Su nombre se debe a Alonzo Horton, quien fue el responsable del desarrollo urbanístico de San Diego.
Antes de que fuese remodelado como un centro comercial, Horton Plaza era una plaza, una zona cubierta de hierba rodeada de bancos de plantas y flores, en un contraste sombrío con los edificios de su alrededor. 
A finales de los años 1960 y 1970 la plaza era un lugar muy transitado, en donde hacían parada muchos de los autobuses públicos que atravesaban el centro de San Diego. Toda la zona se encontraba muy degrada en la década de 1960, y en la plaza vivían muchos indigentes. No obstante, a pesar de la pobre condición de la plaza, los planes iniciales para remodelarla y convertirla en un centro comercial tuvieron mucha resistencia y escepticismo.

## Remodelación

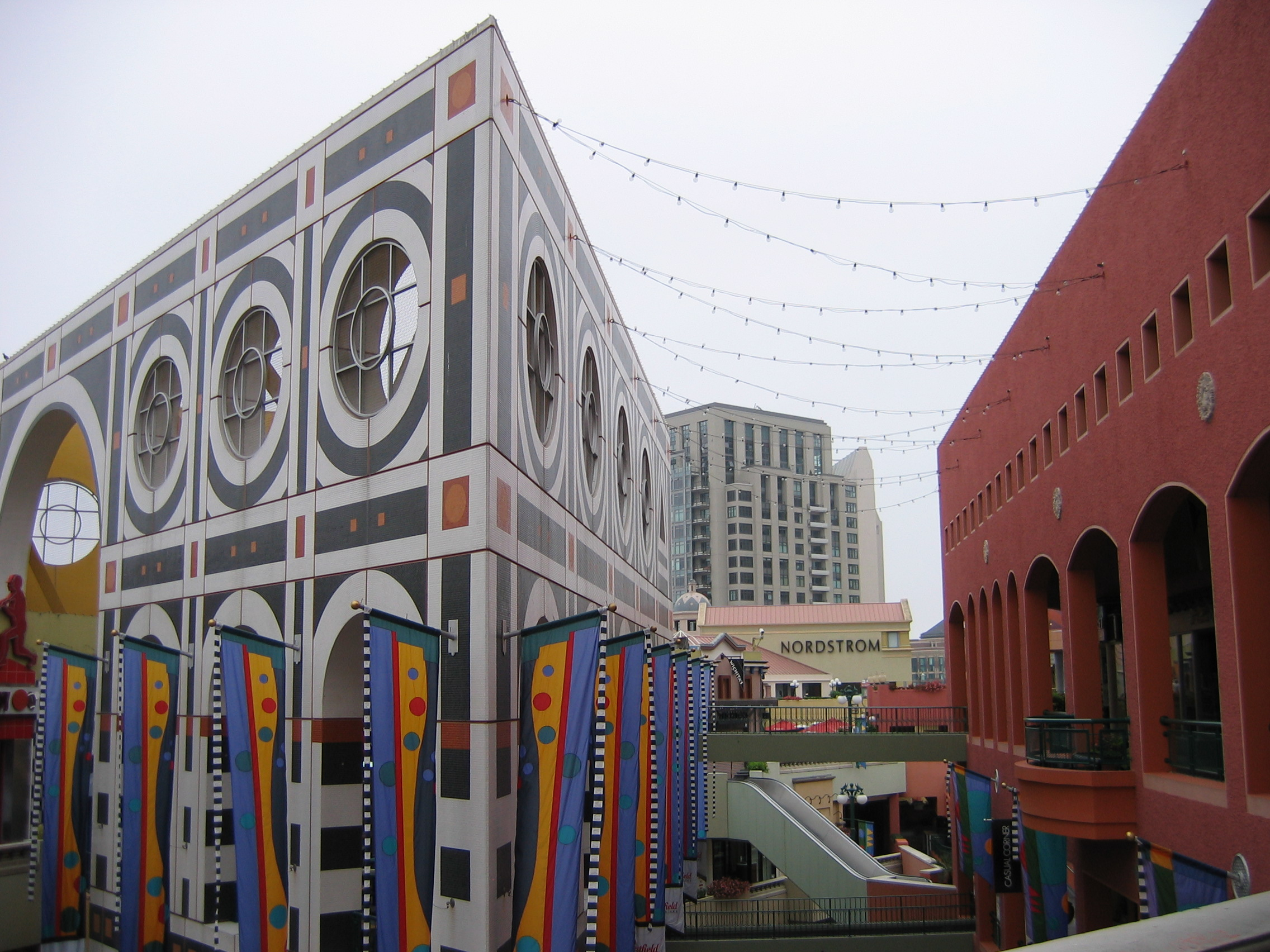
Otra vista de Horton Plaza.

Horton Plaza fue el objetivo principal del proyecto de renovación del centro de San Diego, con un presupuesto de 140 000 000 millones de dólares estadounidenses, operado por la Compañía The Hann. Fue también el primer ejemplo de la denominada "experiencia arquitectónica", de Jon Jerde. Cuando fue inaugurado en agosto de 1985, se trataba de un diseño posmoderno, arriesgado y radical para un centro comercial. Tenía pisos a alturas desiguales, rampas largas de un solo sentido, desniveles repentinos, parapetos dramáticos, columnatas sombrías, callejones sin salida y fachadas pintadas con colores chillones, construidas alrededor de un patio central. Se creaba, así, una experiencia arquitectónica que contrastaba enormemente con lo que se esperaba en la época para un centro comercial. Los centros convencionales estaban diseñados para reducir las distracciones, para que la atención de los compradores se centrase en la mercancía. Al convertir el centro comercial en una propia atracción, Jerde imaginó un nuevo modelo de centro comercial.
Horton Plaza fue un éxito financiero instantáneo, con 25 millones de visitantes el primer año. Veinte años después de su apertura, continua generando las ventas más caras por unidad de área, en el rango de entre 600 y 700 dólares por pie cuadrado (de 6500 a 7500 dólares por m²). Desde el punto de vista de un planeador urbano, Horton Plaza es un activo cívico que genera tráfico peatonal en la que es compartido por un sinnúmero de destinos, pavimentando el camino hasta la restauración del Distrito Gaslamp. Según su sitio web, el centro comercial ha sido "aclamado a nivel local y nacional como un sobrecogedor éxito desde su apertura en agosto de 1985, ganando docenas de premios por su diseño, desarrollo arquitectónico y urbanístico."
Cuando se construyó, el centro comercial abrió con las tiendas anclas de The Broadway, Mervyn's, Nordstrom y J. W. Robinson's. La tienda Robinson's fue rebautizada como Robinsons-May a comienzos de 1993 y fue cerrada en junio de 1994, al ser subdividida en un espacio para entretenimiento y otras tiendas. La tienda Mervyn's fue cerrada en 2006.
En 1998 Hahn vendió el centro comercial a Westfield America, Inc., un predecesor de The Westfield Group. Poco después su nombre cambió a "Westfield Shoppingtown Horton Plaza". La palabra "Shoppingtown" fue descartada en 2005.

## Anclas
- Macy's (129 505 pies cuadrados)
- Nordstrom (144 495 pies cuadrados)